# District d'Allenstein

Organisation administrative de la Prusse orientale entre 1905 et 1920.

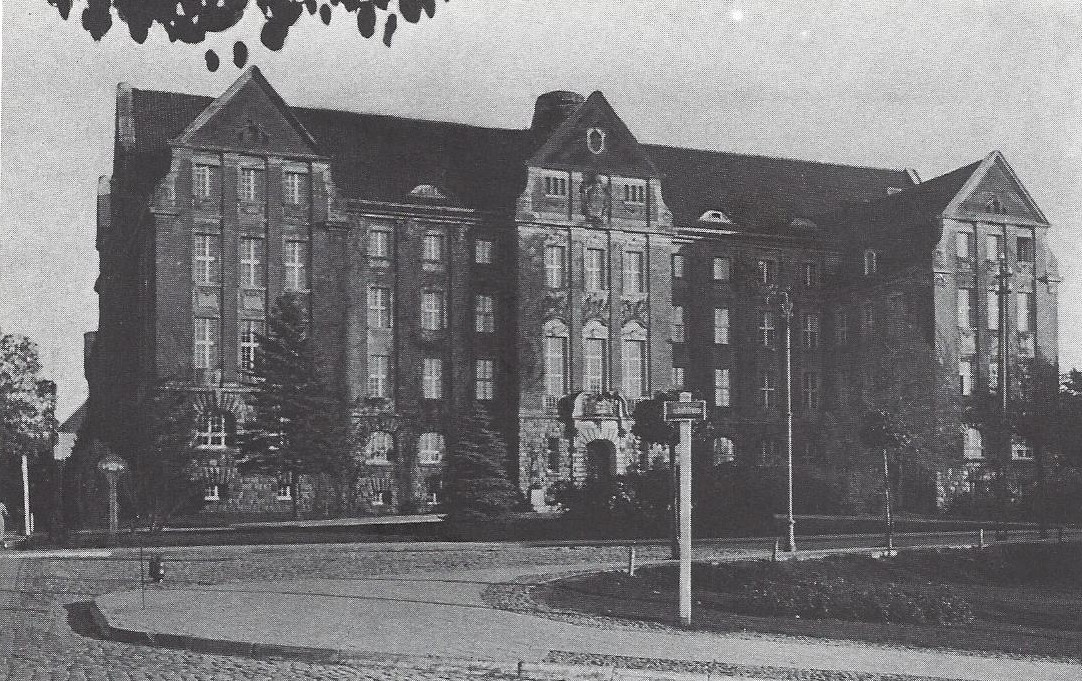
Siège de la présidence du district d'Allenstein, photo de Richard Saran (entre 1908 et 1911).

Organisation administrative de la Prusse orientale entre 1878 et 1905.

Le district d'Allenstein (en allemand : Regierungsbezirk Allenstein) est un ancien district (1905-1945) de la province de Prusse-Orientale du royaume puis de l'État libre de Prusse.
Son territoire fait aujourd'hui partie de la voïvodie de Varmie-Mazurie.

## Histoire
Le district d'Allenstein, troisième district du royaume, est créé en 1905 pour répondre aux particularités culturelles et économiques des Masures. Il est formé d'une partie du District de Gumbinnen et du District de Königsberg. Avec la Masurie, la Varmie méridionale et le plateau de Varmie-Masurie, sa superficie recouvrait 11 711 km2. Son chef-lieu était Allenstein (Olsztyn).
Au terme de la Première guerre mondiale et du Traité de Versailles, une partie de l'Arrondissement de Neidenburg était rattachée d'autorité à la Pologne car la stratégique ligne de Varsovie à Gdańsk traversait la région de Soldau. À l'issue du référendum d'autodétermination du 11 juillet 1920, les localités de Groschlen, Klein Nappern et Klein Lobenstein de l'arrondissement d'Osterode devaient, elles aussi, être détachées. La surface du district se réduisit ainsi à 11 520 km2.
À l'issue de la Seconde guerre mondiale, la région d'Allenstein est placée sous administration polonaise puis, en application des décrets Bierut, la population allemande est expulsée.

## Présidents
- 1905–1907 : Wilhelm von Hegel (de)
- 1907–1908 : Friedrich Karl Gramsch
- 1908–1917 : Hans von Hellmann
- 1918–1924 : Matthias von Oppen
- 1924–1932 : Max von Ruperti (de)
- 1933–1945 : Karl Schmidt (de)